# Mesorhaga breviappendiculata
Mesorhaga breviappendiculata är en tvåvingeart som beskrevs av Meijere 1916. Mesorhaga breviappendiculata ingår i släktet Mesorhaga och familjen styltflugor. Inga underarter finns listade i Catalogue of Life.